# Имперская пчела

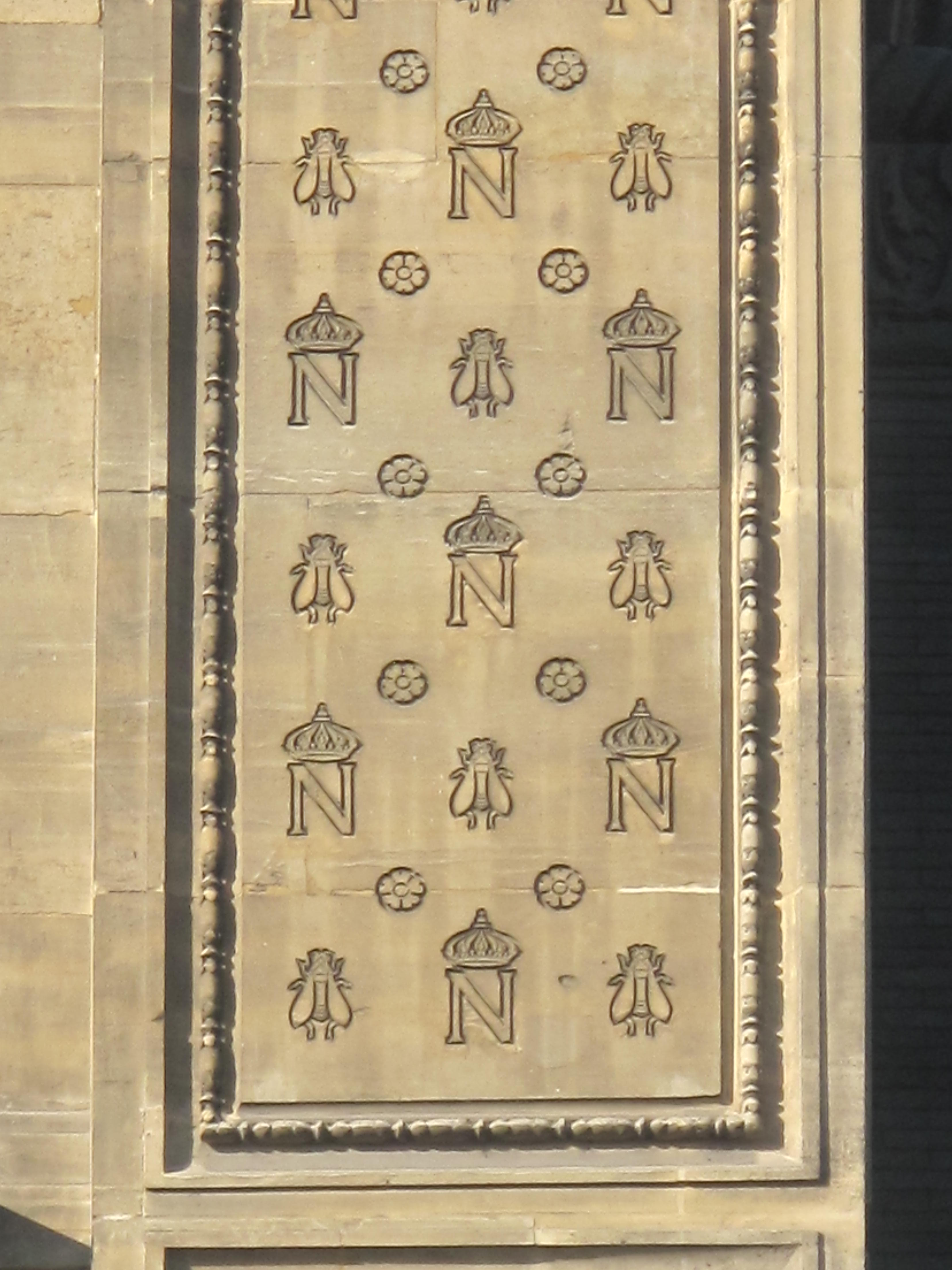
Имперские пчелы и монограмма Наполеона, выгравированные на фасаде павильона Ришелье во дворце Лувр.

Имперская пчела, императорская пчела (фр. abeille impériale) — символ Первой (1804—1814, 1815) и Второй французской империи (1852—1870). Взятый у Меровингов, заменил связанную с Капетингами геральдическую лилию.

## Появление
Основав империю в мае 1804 года, Наполеон искал символ для нового политического режима. Было необходимо отметить разрыв с революцией и старым порядком. Он считал, что его новая династия должна опираться на прославленные и неоспоримые исторические корни. Первые дискуссии по этому вопросу проводятся с июня в Государственном совете.
Предлагались:

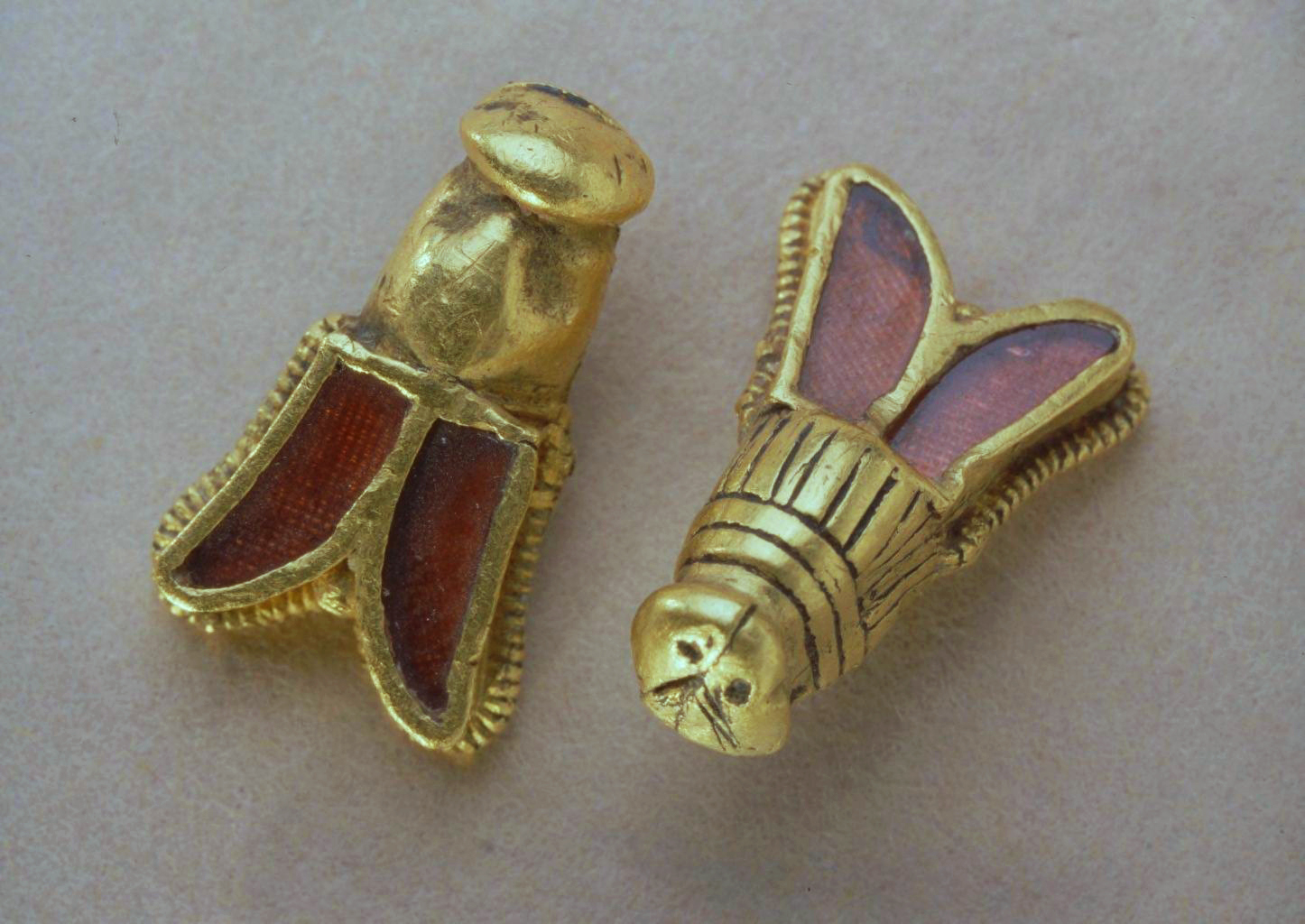
Золотые пчёлы из гробницы Хильдерика

- дуб (символ мудрости и примирения),
- геральдическая лилия. Знак последней королевской семьи Бурбонов)[2][4]. Князь-архиепископ Франции Шарль-Франсуа Лебрен видел в ней эмблему Франции, а не Бурбонов, но в итоге от неё отказались из-за слишком сильной связи со свергнутой династией и последним королём Франции Людовиком XVI[4].
- пчела. Была представлена генеральным директором музеев Домиником Виван-Деноном и архиканцлером Жан Жаком Режи де Камбасересом[2][4][5][6]. Камбасерес видел в ней уважение к республике, у которой есть вождь, руководитель Политехнической школы Жан-Жерар Лакюэ отмечал — у неё есть и жало, и мёд, в то время как обер-церемониймейстер Луи-Филипп Сегюр считал её более символом труда, чем власти[4][5][7][8]. Украшения в виде пчёл были в гробнице короля франков Хильдерика I из династии Меровингов, найденной в XVII в., и считались самой старой эмблемой французских монархов[2][3][4][4][5][9] В 1790 -х г. в поисках эмблемы для Первой республики, Национальный конвент отклонил идею пчелы, потому что ульи имеют королев[1].
- также предлагались слон, петух (иногда использовался с 1789 г.), орёл (напоминание о Римской империи) и лев (конкуренция с леопардом на гербе Англии)[2][4][5].

После длительных дебатов декретом от 10 июля 1804 г. для герба был выбран орёл.
Пчела, тем не менее, выбирается в качестве личной эмблемы Наполеона. Пчела используется на манер королевской лилии в официальных костюмах и украшениях, а также на других предметах быта Наполеона и его семьи. Ссылаясь на Меровингов, Наполеон связывал императорскую власть с силой королевской семьи, отмененной революцией, в дополнение к болезненной памяти о Бурбонах. Поскольку Меровинги были первой королевской династией, Наполеон провозгласил свою семью четвёртой (тем самым объединив Валуа и Бурбонов с родоначальным для них домом Капетингов).. Своим выбором символов Наполеон опирается одновременно на престижное прошлое Рима, основателей первого царствующего дома Франции Меровингов и создавшего на основе их королевства империю Карла Великого. Пчела символизирует определённую организацию общества: авторитет вождя, полностью регулируемую и иерархическую жизнь в обществе, высокую рождаемость, работу на дисциплинированном и коллективном производстве меда и способную защитить себя укусом власть.. Кроме того, пчела с древних времен олицетворяла бессмертие и воскресение (ее репродуктивная система была понята только в XVIII в., что долгое время оставляло веру на то, что пчела умирает и возвращается к жизни каждый год).

## Использование в Первой и Второй империях

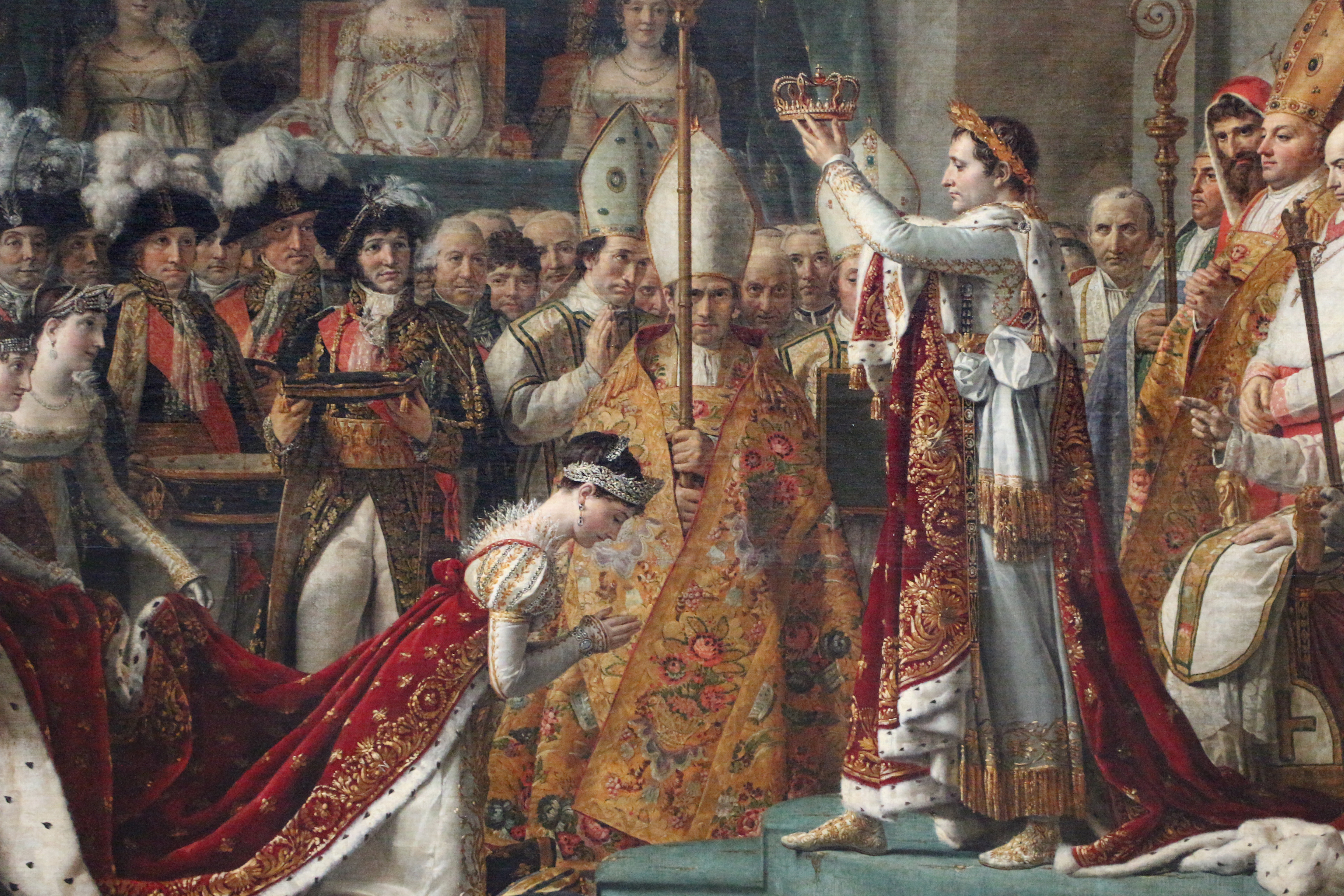
Жак Луи Давид. Коронация Наполеона. На одежде Наполеона — императорские пчёлы.

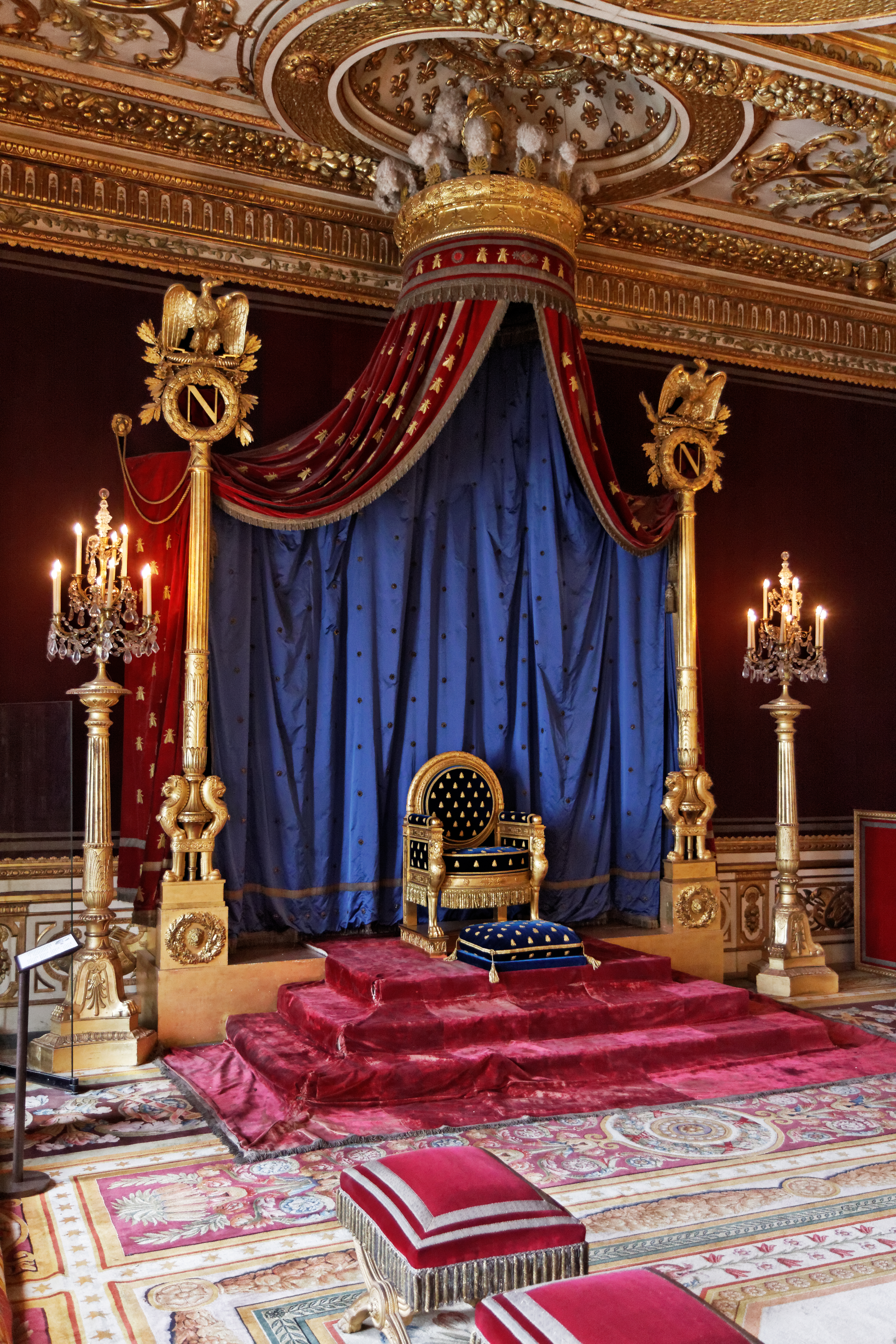
Трон Наполеона в замке дворце Фонтенбло.

Пчела была частью государственной символики Первой империи с 1804 по 1814 гг., а затем в течение Ста дней в 1815 г.. Новая эмблема в значительной степени повторяла функции и назначение геральдической лилии, к тому же была стилизована аналогичным образом. Таким образом, саженец золотых пчел заменяет синий, засеянный Флер-де-Лис, восходящий к Капетингам. Символ появляется со времени коронации Наполеона I 2 декабря 1804 г.. Художники во главе с Деноном изначально создавали золотых пчел в стиле Меровингов со сложенными на спине крыльями, но эта версия была признана архаичной, и пчёл стали изображать с распростёртыми крыльями. Этот модернизированный узор, таким образом, были на мантии священнослужителя, одежде императрицы, украшающих Собор Парижской Богоматери драпировках, и, наконец, на гербе страны.
С этого момента императорская пчела украшает почетные украшения, мебель, гобелены, интерьеры и экстерьеры общественных зданий и памятников. На цепочке большого ожерелья ордена Почетного легиона изображены пчелы. Пчела или медовая муха (apis mellifera), уже использовавшаяся французскими дворянскими семьями в XVII—XVIII вв., становится с связанным с империей геральдическим элементом. Геральдическая мантия императорского герба, вдохновленная гербом пэров Франции старого режима, выполнена из пурпурного бархата с золотыми пчелами. Высокопоставленные князья и некоторые другие привилегированные лица могли размещать имперских пчел на своих гербах. Гербы нескольких городов империи по всей Европе, особенно наиболее важных, были изменены, чтобы на них были появились имперские пчелы. В частности, лилии на гербе Парижа были заменены в 1811 г. тремя золотыми пчелами. Реставрация Бурбонов возвратила геральдическую лилию, при Июльской монархии пчела повторно использовалась на церемонии возвращения праха Наполеона в 1840 г..
Провозглашая империю в 1852 году, Наполеон III восстановил символы-герб Наполеона I, в том числе пчелу. Этот символ трудолюбия соответствует эпохе промышленной революции. Имперская пчела, кстати, была светским журналом в период с 1852 по 1862 год. Выступая против императора, Виктор Гюго в поэтическом сборнике 1853 г. «Возмездие» приказывает пчелам атаковать императора в «императорской мантии». Спустя семьдесят лет после распада Второй Империи этот символ снова появился в 1940 году на церемонии возвращения праха Наполеона II в оккупированную немцами Францию. Пчела осталась на построенных или изменённых во времена Первой или второй империй зданиях, особенно на фасадах Луврского дворца, реконструированного Наполеоном III. Пчела-неотъемлемый элемент герба дома Бонапартов, от Летиции Бонапарт до Жан-Кристофа.